# Koničasta mušnica
Koničasta mušnica (znanstveno ime Amanita virosa) je gliva iz rodu mušnic (Amanita).

## Opis
Ta mušnica je, podobno kot zelena mušnica, smrtno strupena goba, ki raste tudi v Sloveniji. Mlade gobe so, kot vse mušnice, sprva zavite v ovojnico, ki kasneje poči, iz nje pa pogleda koničast klobuk bele barve. 
Klobuk ostane zvonaste oblike tudi pri odraslih primerkih. Na »temenu« je včasih rjavkaste, po navadi pa bele barve. V povprečju ima ta mušnica premer klobuka okoli 8 cm, kožica, ki ga prekriva pa je svilnatega videza. Spodnja stran klobuka je sestavljena iz trosovnice, v kateri so gosti, beli in puhasti lističi, ki se jih po navadi drži ostanek ovojnice. Trosi so bele barve in okrogli.
Bet je visok od 8 do 15 cm, raven, valjast, proti vrhu zašiljen na dnu pa gomoljasto odebeljen in obdan z ostankom ovojnice. Zastiralce se nahaja v isti višini kot rob klobuka. Pod njim je bet kosmat, nad njim pa gladek. Barva beta, ki je pri mladih gobah poln, pri starih pa votel, je vedno bela.

## Razširjenost
Koničasta mušnica raste na kislih tleh, po navadi v gozdovih, kjer prevladujejo iglavci. Najdemo jo od zgodnje pomladi do pozne jeseni v vlažnih gozdovih.
Meso gobe je bele barve z vonjem po surovem krompirju, vsebuje pa smrtno nevarne alkaloide. Pri nabiranju podobnih užitnih gob je zato potrebna skrajna previdnost! 